# IC 4782
IC 4782 ist eine Spiralgalaxie vom Hubble-Typ Scd im Sternbild Teleskop am Südsternhimmel. Sie ist schätzungsweise 122 Millionen Lichtjahre von der Milchstraße entfernt.
Das Objekt wurde am 16. September 1901 von DeLisle Stewart entdeckt.